# بامبارا

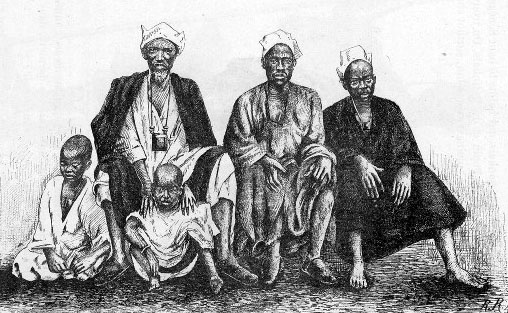
مردم بامبارا در سنگال

بَمبارَه یا بمبارا از اقوام ساکن کشور مالی است، این قوم جزئی از مردم مندینکا از اقوام بزرگ ساکن آفریقای باختری است. بمباره‌ها علاوه بر مالی که حدود ۴۰ درصد آن را تشکیل می‌دهند در کشورهای ساحل عاج، نیجر ساکن هستند. زبان این قوم شاخه‌ای از زبان‌های نیجر-کنگو است و اکثراً مسلمان هستند.